# Върбишки проход
Върбишки проход е планински проход (седловина) между Котленска планина на запад и Върбишка планина на изток (части от Източна Стара планина), в Община Върбица, област Шумен и Община Сунгурларе, област Бургас.
Дължината на прохода е 28,7 км, надморска височина на седловината – 891 м.
Проходът свързва долината на река Голяма Камчия на север с долината на река Луда Камчия на юг). Трасето започва от южния край на град Върбица на 258 м н.в. и се насочва на юг, нагоре по долината на река Герила (десен приток на Голяма Камчия, влива се в язовир Тича). Преминава през курортния комплекс „Върбишки проход“ и след 20,1 км се изкачва на седловината, на 891 м н.в. След това започва слизане по южния склон на Стара планина и след 8,6 км, на 343 м н.в. слиза в долината на река Луда Камчия при разклона за селата Садово на запад и Везенково на изток, където проходът свършва.
През прохода преминава участък (от км 176,8 до км 205,5) от първокласния Републикански път I-7, Силистра – Шумен – Ямбол – ГКПП Лесово - Хамзабейли. Пътят през прохода е тесен, с големи наклони, остри завои и силно повредена (на места унищожена) асфалтова настилка и е официално затворен от Агенция Пътна инфраструктура целогодишно.
Западно от прохода в Котленска планина се намира пещерата Леденицата.
Във Върбишкия проход България постига една от най-големите си средновековни победи. На 25 срещу 26 юли 811 Кан Крум прави засада на изтеглящата се византийската войска и я разгромява. Император Никифор I, който лично ръководи кампанията, е заловен и обезглавен. Това е едва вторият римски император, убит от вражеска армия. В битката също бива ранен а по-късно умира синът на римския император Ставракий.
Възможно е през Средновековието Върбишкият проход да е споменаваният в различни източници проход „Сидера“.